# Svartåstjärnen (Linsells socken, Härjedalen)
Svartåstjärnen är en sjö i Härjedalens kommun i Härjedalen och ingår i Ljusnans huvudavrinningsområde. Sjön har en area på 0,211 kvadratkilometer och ligger 599,2 meter över havet.

## Delavrinningsområde
Svartåstjärnen ingår i det delavrinningsområde (689270-137438) som SMHI kallar för Inloppet i Glötessjön. Medelhöjden är 700 meter över havet och ytan är 25,04 kvadratkilometer. Det finns ett avrinningsområde uppströms, och räknas det in blir den ackumulerade arean 38,06 kvadratkilometer. Glötan som avvattnar avrinningsområdet har biflödesordning 3, vilket innebär att vattnet flödar genom totalt 3 vattendrag innan det når havet efter 310 kilometer. Avrinningsområdet består mestadels av skog (69 procent) och sankmarker (14 procent). Avrinningsområdet har 0,19 kvadratkilometer vattenytor vilket ger det en sjöprocent på 0,8 procent. Bebyggelsen i området täcker en yta av 0,22 kvadratkilometer eller 1 procent av avrinningsområdet.